# Super mini
Super mini (ve francouzském originále Les Minijusticiers) je francouzský animovaný televizní seriál, jehož tvůrcem je Titeuf. Jeden díl tvoří vždy 7 až 8 minut dlouhý animovaný film, celý seriál je složen ze 78 dílů.
Příběh je jednoduchý: Hlavními postavami jsou zvířata. Každý má nějakou vadu (jeden je velký, druhý malý, třetí je bezhlavý). Poté, asi v půlce dílu, dostane každý z nich mimořádnou schopnost. Seriál se orientuje zejména na předškoláky a školáky. Ukazuje o různých lidských vadách, že by se jim neměl nikdo smát. A taky, že dokážou skoro stejné věci jak ostatní.

## Seznam dílů
1. Super smrk – Igor
2. Super zmizík – Oliver
3. Super smraďoch – Filip
4. Super ano – Kuba
5. Super piskloun – Bedřich
6. Super mluvka – Karlík
7. Super prd – Greg
8. Super drobek – Ivo
9. Super nemehlo – René
10. Super rajče – Marie
11. Super brejlounka – Eliška
12. Super tik – Johan
13. Super zub – Monika
14. Super šilhoun – Zita
15. Super pupínek – Teo
16. Super uši – Tony
17. Super nos – Evžen
18. Super silák – Ludvíček
19. Super buřt – Matěj
20. Super ďub – Ctibor
21. Super mimoň – Standa
22. Super smraďák – Pavel
23. Super vtipálek – Pepa
24. Super vyžle – Martin
25. Super opozdilka – Olívie
26. Super zmrzlík – Šimon
27. Super strašpytel – Jeník
28. Super tlapa – Roberta
29. Super vstěrka – Amanda
30. Super guma – Artur
31. Super neohrabanec – Antonín
32. Super vlasy – Vanessa
33. Super poťák – Roman
34. Super žvanilka – Mireille
35. Super sobec – Nikos
36. Super škytal – Vašek
37. Super motal – Bobeš
38. Super flákač – Luis
39. Super jedlík – Lojza
40. Super habán – Jura
41. Super chlubil – Aleš
42. Super všivka – Markéta
43. Super mátoha – Radim
44. Super zelenáč – Eva
45. Super potápka – Petr
46. Super hodňouš – Jindra
47. Super šišla – Jozefína
48. Super prase – Roman
49. Super fňukna – Mariánka
50. Super zmijí jazýček – Carmen
51. Super vozka – Isabela
52. Super flákač – Míra
53. Super šplhoun – Emil
54. Super čistilka – Nataša
55. Super žárlivka – Jana
56. Super ošklivka – Anna
57. Super kopírka – Mára
58. Super poťák – Gustav
59. Super zlobivka – Lola
60. Super nepořádník – Ondra
61. Super prskal – Přemek
62. Super kaskadér – Prokop
63. Super stydlín – Leona
64. Super najivka – Ferda
65. Super zvědavka – Kamila
66. Super hráč – David
67. Super ze tmy strach – Sylva
68. Super zubejda – Kateřina
69. Super neumí prohrávat – Matouš
70. Super vejtaha – Jiří
71. Super rychlík – Štěpán
72. Super já – Vojta
73. Super odvážlivec – Paco
74. Super modelka – Květa
75. Super kýchal – Ronaldo
76. Super padavka – Natan
77. Super frfňa – Blaise
78. Super smolařka – Mona
79. Super pihoun
80. Super elf

## Postavy

### Super smrk
Igor má velkou rýmu a pořád mu teče z nosu sopel. Tomuto psovi se líbí Nataša, avšak vlkounova tlupa se mu směje. Nataša všechny kamarády pozve na její oslavu. Jeho super schopnost je takováto: používá svůj sopel jako ruky. Když se setká s vlkounem, tak ten podpálí Natašin dům a Igor musí zachraňovat...

### Super zmizík
Olivera si nikdo nevšímá, když se hlásí ve škole ani učitelka si ho nevšimne. A jeho super schopnost:
zmizelo mu celé tělo. Jeho kamarádovi, Ludvíčkovi, chce vzít Lojza svačinu a zmizík se do něj pustí. Nakonec Lojza uteče a Oliverovi skončí super schopnost. Stojí na školním dvoře úplně nahatý...

### Vedlejší postavy
- Vlkounova tlupa